# 英虞郡
- 令制国一覧 > 東海道 > 志摩国 > 英虞郡
- 日本 > 近畿地方 > 三重県 > 英虞郡

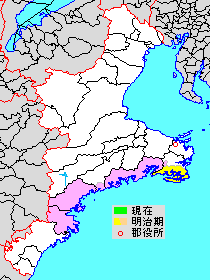
三重県英虞郡の範囲（桃：1582年までの郡域）

英虞郡（あごぐん）は、三重県（志摩国）にあった郡。

## 郡域
1878年（明治11年）に行政区画として発足した当時の郡域は、志摩市の一部（磯部町各大字・阿児町安乗・阿児町国府を除く）にあたる。

## 歴史
養老3年（719年）に志摩郡から分かれ、佐芸郡（さきぐん）と呼ばれていたが、天平17年（745年）に平城京から出土した木簡に初めて英虞郡の名前が登場する。
当初の郡域は、度会郡南伊勢町、大紀町の一部（錦）、北牟婁郡紀北町、尾鷲市を含んでいたが、天正10年（1582年）、紀伊新宮城主の堀内氏善と伊勢国司の北畠信雄により、現在の志摩市南部を残し、荷坂峠を境に西が紀伊国牟婁郡、東が伊勢国度会郡に編入された。
このあたりは海産物の産地で、平安時代には伊勢神宮の御厨があった。ここで作られた熨斗アワビを御師と呼ばれる伊勢神宮への旅行を補佐する人たちが縁起物として配ったものが、一般に配る熨斗アワビの始まりである（国崎の熨斗アワビは神宮に奉納するためのものであった）。

### 近世以降の沿革
- 明治初年時点で、全域が鳥羽藩領であった。「旧高旧領取調帳」の記載によると、鵜方村ほか19村が存在。
- 明治4年
  - 7月14日（1871年8月29日） - 廃藩置県により鳥羽県の管轄となる。
  - 11月22日（1872年1月2日） - 第1次府県統合により度会県の管轄となる。
- 明治9年（1876年）4月18日 - 第2次府県統合により三重県の管轄となる。
- 明治12年（1879年）2月5日 - 郡区町村編制法の三重県での施行により、行政区画としての英虞郡が発足。「答志英虞郡役所」が答志郡鳥羽町に設置され、同郡とともに管轄。

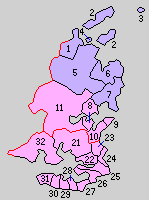
21.鵜方村 22.立神村 23.甲賀村 24.三和村 25.波切村 26.船越村 27.片田村 28.布施田村 29.和具村 30.越賀村 31.御座村 32.浜島村（紫：鳥羽市 桃：志摩市 1 - 11は答志郡）

- 明治22年（1889年）4月1日 - 町村制の施行により、以下の町村が発足。全域が現・志摩市。（12村）
  - 鵜方村 ← 鵜方村、神明浦村
  - 立神村、甲賀村（それぞれ単独村制）
  - 三和村 ← 畔名村、志島村、名田村
  - 波切村、船越村、片田村、布施田村、和具村、越賀村、御座村（それぞれ単独村制）
  - 浜島村 ← 浜島村、南張村、檜山路村、塩屋村、迫子村
- 明治27年（1894年）2月13日 - 三和村が分割され、3大字にそれぞれ志島村・名田村・畔名村が発足。（14村）
- 明治29年（1896年）4月1日 - 郡制の施行のため、答志郡・英虞郡の区域をもって志摩郡が発足。同日英虞郡廃止。

## 行政
答志・英虞郡長
| 代 | 氏名       | 就任年月日                 | 退任年月日                | 備考                           |
| -- | ---------- | -------------------------- | ------------------------- | ------------------------------ |
| 1  | 河原田俊蔵 | 明治12年（1879年）5月19日  |                           |                                |
| 2  | 町井治     | 明治19年（1886年）9月28日  |                           |                                |
| 3  | 勝島政次郎 | 明治21年（1888年）11月28日 | 明治29年（1896年）3月31日 | 答志郡との合併により英虞郡廃止 |